# ريتشارد فريمان (عالم حيواني)
ريتشارد فريمان (بالإنجليزية: Richard Freeman)‏ هو عالم حيوانات بريطاني، ولد في 1970 في نانيتون ‏ في المملكة المتحدة.